# Orthocentrus lucens
Orthocentrus lucens är en stekelart som beskrevs av Léon Abel Provancher 1879. Orthocentrus lucens ingår i släktet Orthocentrus och familjen brokparasitsteklar. Inga underarter finns listade i Catalogue of Life.